# یورگ بومه
یورگ بومه (به آلمانی: Jörg Böhme) بازیکن فوتبال و هافبک اهل آلمان است که از سال ۲۰۰۱ میلادی عضو تیم ملی فوتبال آلمان بوده‌است. وی در ۱۰ بازی ملی حضور داشته است و آخرین بازی ملی خود را در سال ۲۰۰۳ میلادی انجام داد. یورگ بومه در بازی‌های ملی‌اش ۱ گل به ثمر رساند.